# Elaphria virescens
Elaphria virescens là một loài bướm đêm trong họ Noctuidae.